# Вайрано-Патенора
Вайрано-Патенора (італ. Vairano Patenora) — муніципалітет в Італії, у регіоні Кампанія,  провінція Казерта.
Вайрано-Патенора розташоване на відстані близько 155 км на південний схід від Рима, 60 км на північ від Неаполя, 34 км на північний захід від Казерти.
Населення — 6649 осіб (2014).
Щорічний фестиваль відбувається 24 серпня. Покровитель — святий Варфоломій.

## Демографія
Населення за роками:

Станом на 1 січня 2023 року в муніципалітеті офіційно проживало 316 іноземців з 33 країн, серед них 149 громадян країн Євросоюзу та 24 громадяни України.

## Сусідні муніципалітети
- Айлано
- Каянелло
- Марцано-Аппіо
- П'єтравайрано
- Прателла
- Презенцано
- Равісканіна
- Ріардо
- Теано

## Галерея зображень

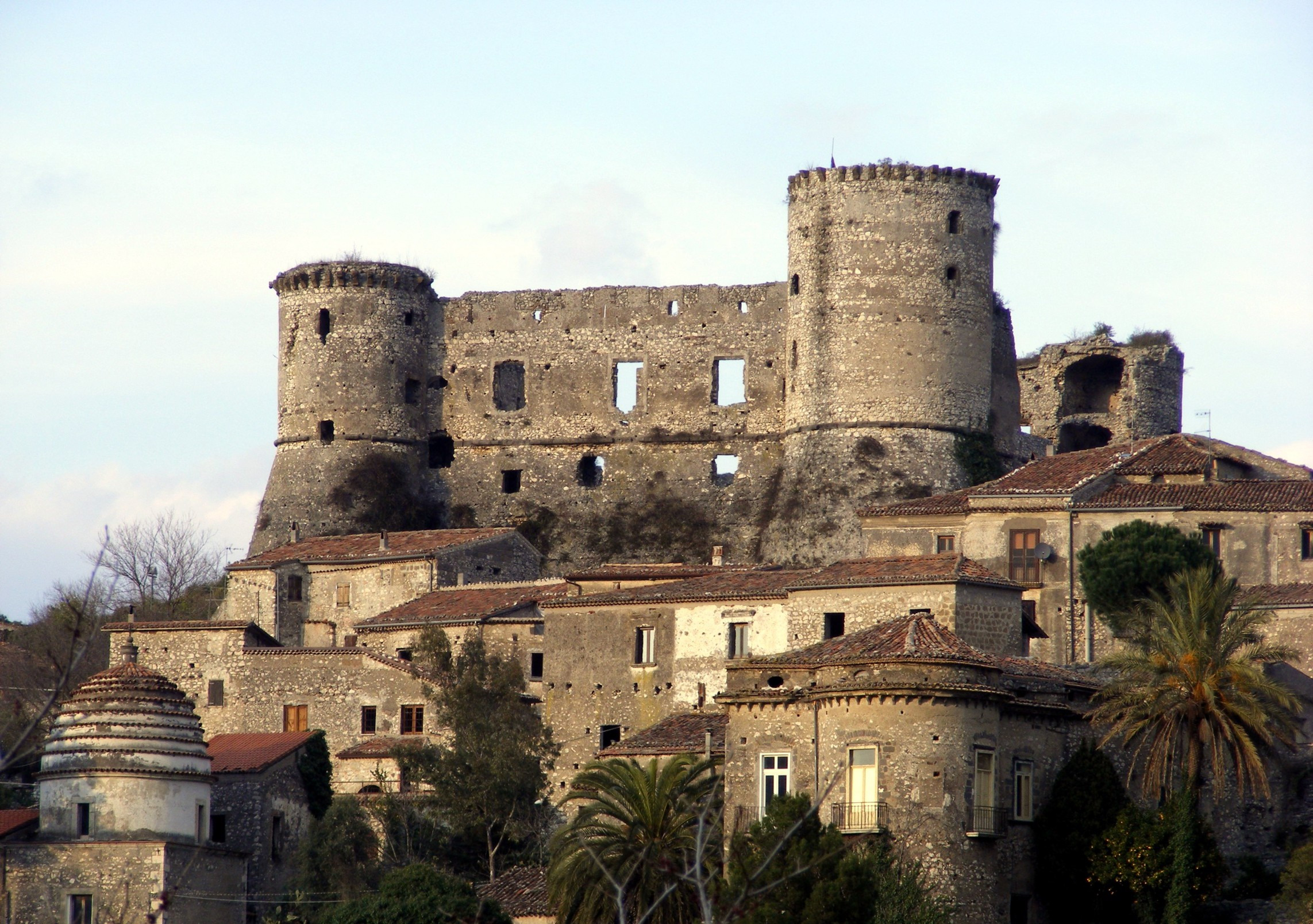
Castello di Vairano Patenora
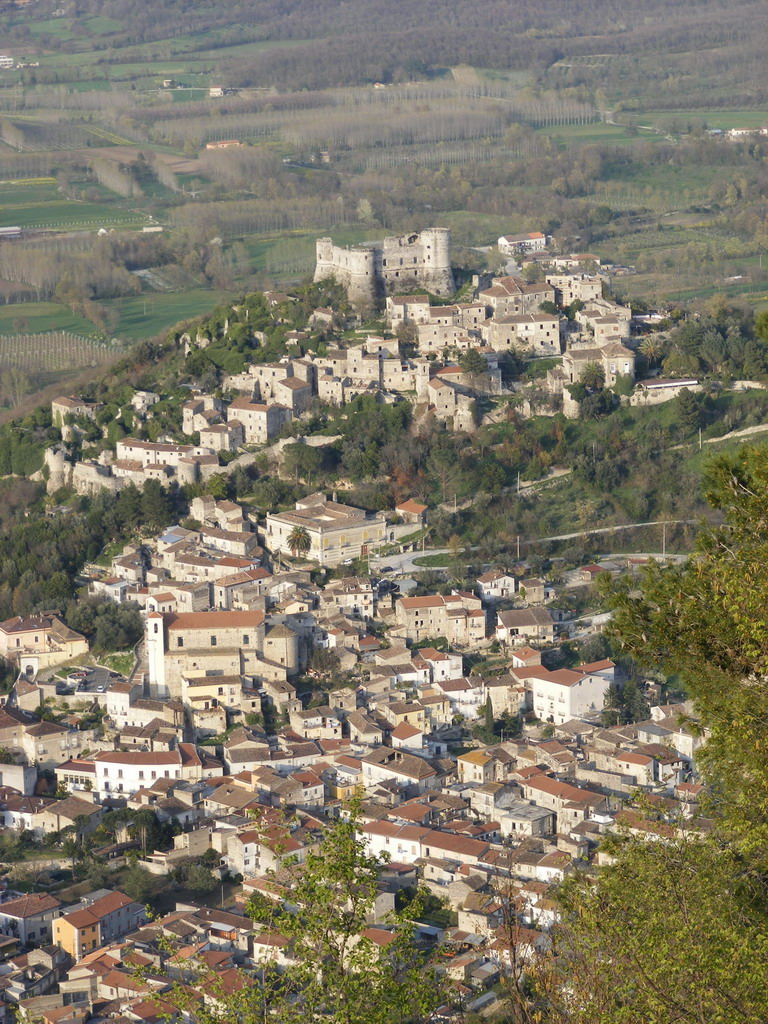
Panorama Vairano Patenora (CE)